# Aphelinis desfontainei
Aphelinis desfontainei är en skalbaggsart som beskrevs av Franz Antoine 1998. Aphelinis desfontainei ingår i släktet Aphelinis och familjen Cetoniidae. Inga underarter finns listade i Catalogue of Life.